# Tokay György
Tokay György (Kolozsvár, 1939. március 27.  – 2016. március 3.) romániai magyar politikus, diplomata, 1990 és 2004 között parlamenti képviselő a Romániai Magyar Demokrata Szövetség (RMDSZ) képviseletében. 1996 és 1997 között kisebbségügyi miniszter Victor Ciorbea majd Radu Vasile kormányaiban.

## Művei
Irházi János: Jó bolondok ügyvédje. Beszélgetések Tokay Györggyel; Riport, Nagyvárad, 2012